# Gehege

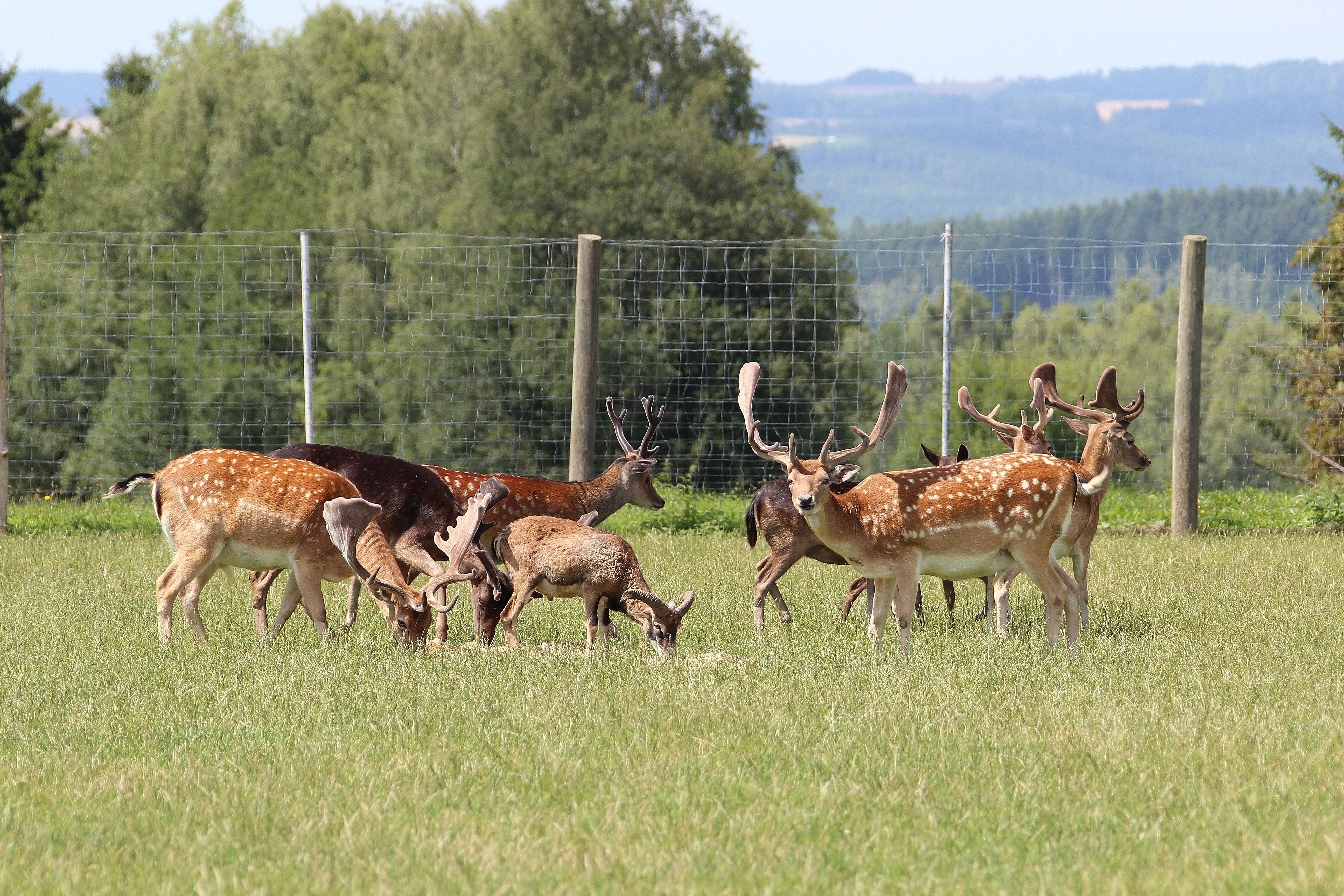
Wildgehege Plassenberg bei Gleiritsch

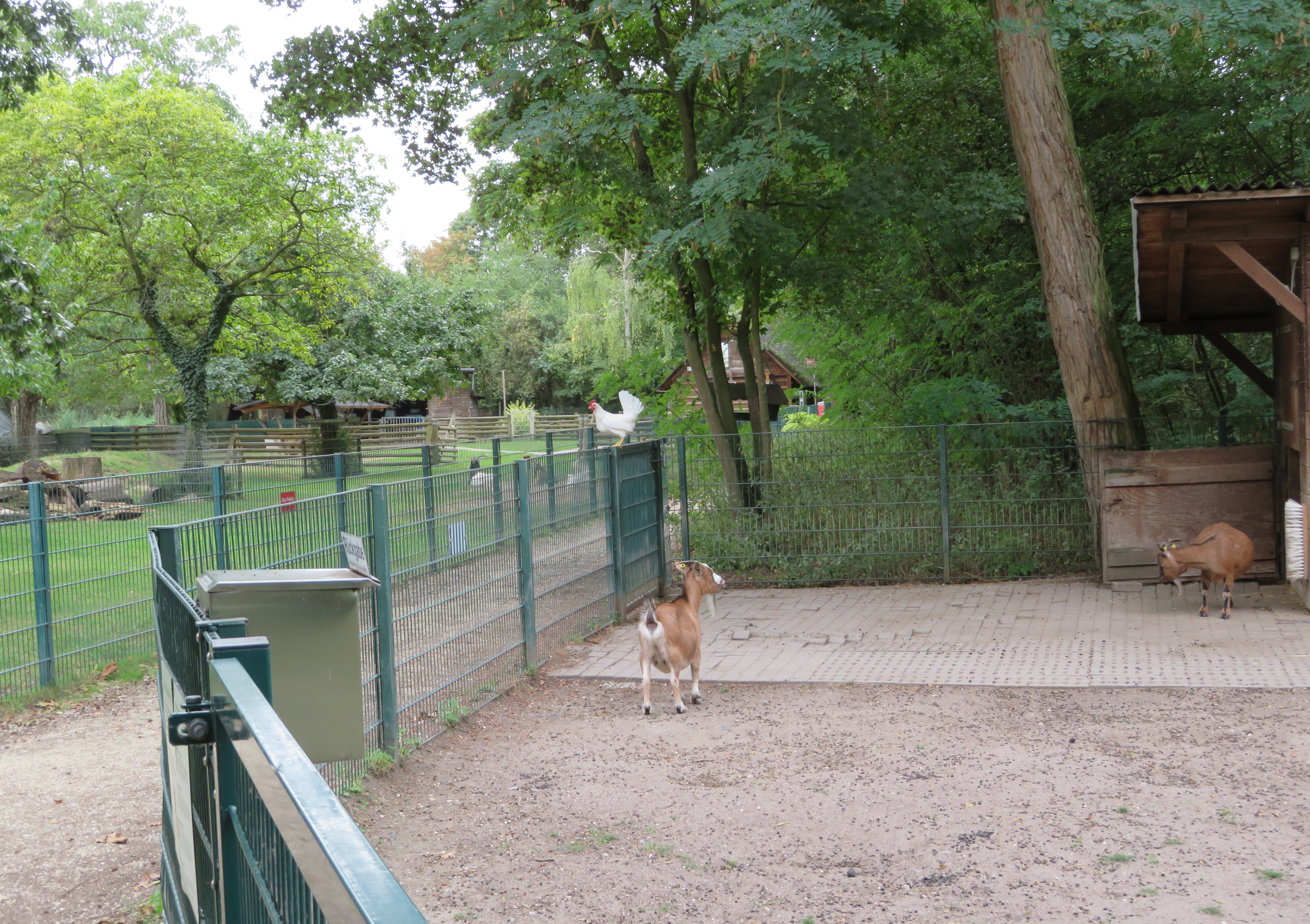
Tiergehege in einem von Familien besuchten Naherholungsgebiet

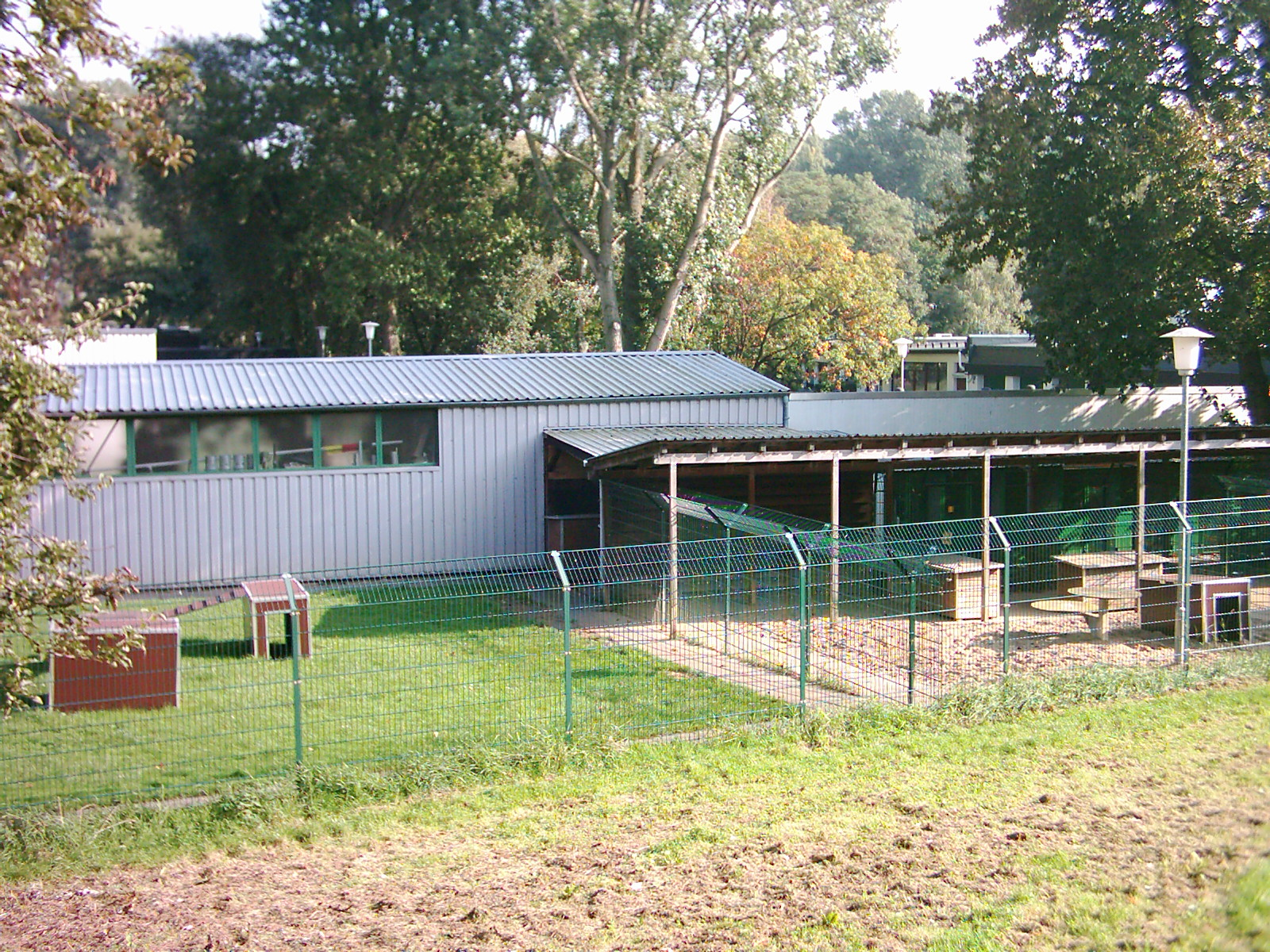
Hundegehege im Hamburger Tierheim Süderstraße

Ein Gehege (auch Tiergehege oder Zwinger) ist ein mittels Hecken oder Zaun abgetrenntes Areal, welches der Unterbringung von Tieren dient. Ein Gehege kann aus einem Käfig aus Draht, Holz oder einer Steinummauerung bestehen. Gehege können Lauftiere abgrenzen, bei Vieh ist die Bezeichnung Viehgatter oder Pferch üblich. Nach oben hin geschlossene Gehege für flugfähige Vögel nennt man Volieren.

## Funktion
Gehege werden aus unterschiedlichen Gründen angelegt. Sie können dazu dienen, darin lebende Tiere zu schützen (beispielsweise vor Raubwild). Meistens sollen sie die Tiere in dem umgrenzten Raum halten und deren Entweichen verhindern, um jederzeit Zugriff auf sie zu haben. So gibt es seit dem Mittelalter Gehege für die Jagd (beispielsweise den Saupark Springe). Heute gibt es Tiergehege vor allem in Wildparks und Zoos, wo Tiere zur Anschauung gezeigt werden. Bei artgerechter Haltung bieten sie eine gute Möglichkeit für Menschen aus der Stadt, sich mit Tieren und deren Lebensweise vertraut zu machen.

## Sicherheit
Bei gefährlichen Tieren sollen besondere Anforderungen Schutz vor Angriffen bieten. So sind etwa mehrere Gehegebereiche nötig, um Raubtier und Mensch trennen zu können. Außerdem müssen Tierdurchgänge (Schieber) zwischen den Bereichen so zu schließen sein, dass die Tiere sie nicht öffnen können. Es bleibt die Gefahr, Tiere in unübersichtlichen Gehegen zu übersehen. Um dies zu verhindern, können die Tiere mit implantierbaren RFID (Radio-Frequency Identification)-Transpondern versehen werden. So werden sie beim Wechsel der Gehegebereiche durch Lesegeräte erfasst und der Aufenthaltsort jedes Tieres ist zu jedem Zeitpunkt bekannt.

## Zwingerhaltung beim Haushund

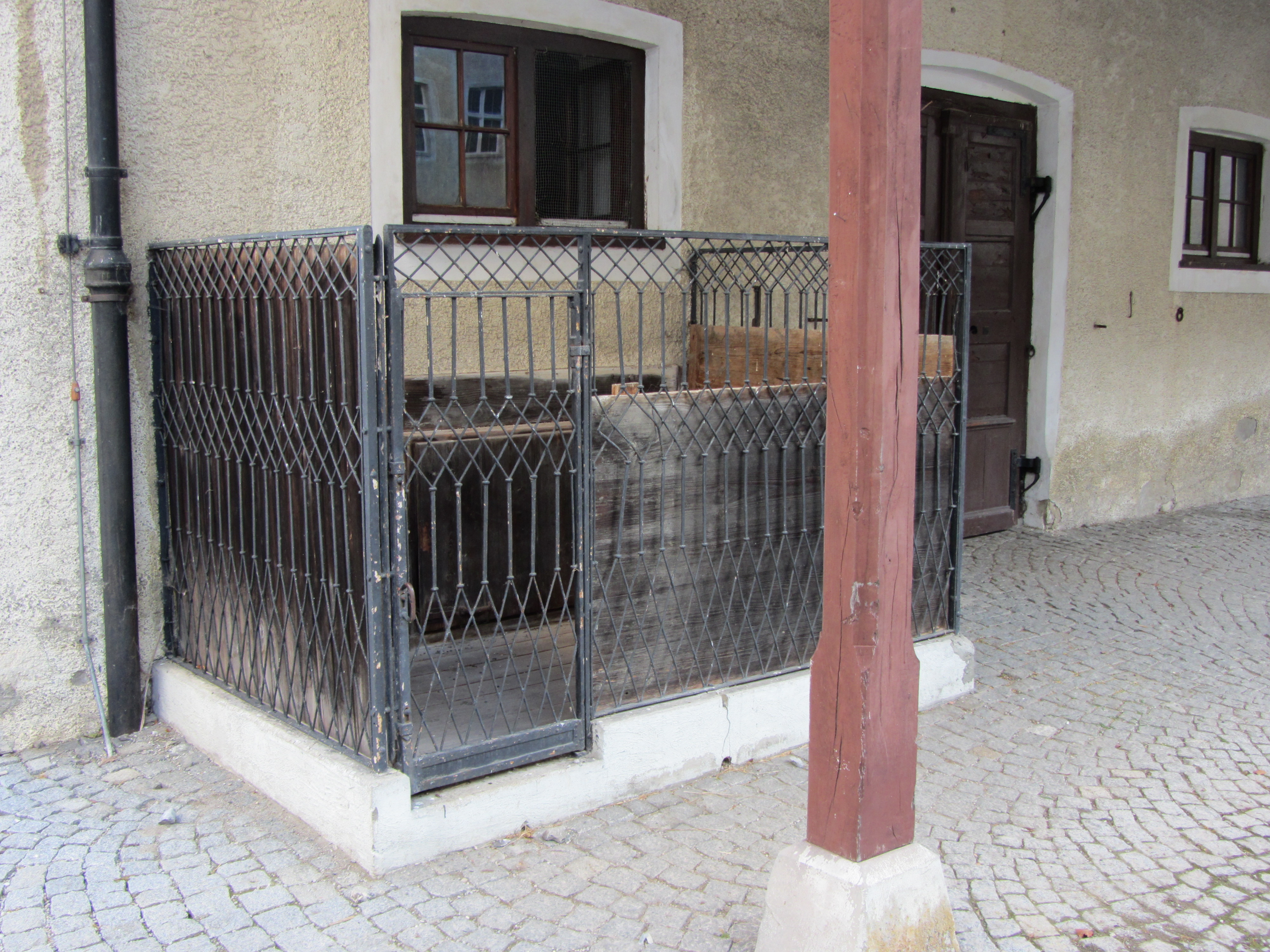
Historischer Hundzwinger

In Deutschland verlangt die Tierschutz-Hundeverordnung (abgekürzt: TierSchHuV, manchmal Zwingerverordnung genannt) für das Halten und Züchten von Haushunden in einem Zwinger außer beim Transport oder bei deren Verwendung zu wissenschaftlichen Versuchen, dass
- mindestens folgende uneingeschränkt benutzbare Bodenfläche zur Verfügung steht, wobei die Länge jeder Seite mindestens der doppelten Körperlänge des Hundes entsprechen muss und keine Seite kürzer als zwei Meter sein darf:
  - 6 m² bei einer Widerristhöhe des Tieres bis 50 cm oder bei größeren Hunden, wenn diese sich regelmäßig an mindestens 5 Tagen der Woche außerhalb des Zwingers aufhalten,
  - 8 m² bei einem Widerrist von 50 bis 65 cm und
  - 10 m² bei über 65 cm Widerristhöhe und
  - je die Hälfte davon zusätzlich für jeden weiteren Hund in demselben Zwinger,
- die Einfriedung
  - so hoch ist, dass der Hund aufgerichtet mit seinen Vorderpfoten die obere Begrenzung nicht erreicht, sie bis in diese Höhe nicht Strom führt,
  - aus keinem gesundheitsschädlichen Material, verletzungssicher und für das Tier unüberwindbar ist und
  - dem Hund nach mindestens einer Seite freie Sicht nach außen ermöglicht,
- der Boden trittsicher sowie leicht sauber und trocken zu halten ist und nicht Verletzungen oder Schmerzen verursacht,
- darin der Hund nicht angebunden wird,
- alle im Grundstück einzeln in Zwingern gehaltene Hunde möglichst Sichtkontakt zueinander aufnehmen können und
- im Freien betriebene Zwinger außerdem
  - eine (wärmende) Schutzhütte und
  - zusätzlich einen witterungsgeschützten schattigen Ruheplatz auf wärmegedämmtem Boden haben.

Da die Hundehütte selbst von der Grundfläche abgezogen wird, empfehlen Hersteller eine Zwingergröße von mindestens 8 m².